# Gran Hotel de Angkor
El Gran Hotel de Angkor es un histórico hotel de lujo ubicado en Siem Reap, en el país asiático de Camboya. Fue inaugurado en 1929. Está situado en la 1 Vithei Charles de Gaulle. Actualmente es dirigido por el grupo de Fairmont Raffles Hotels International.
El Raffles Grand Hotel d'Angkor se estableció en 1932 y proporcionó alojamiento para la primera ola de viajeros para los que los templos de Angkor fueron parada obligatoria.